# Insulele externe, Seychelles
Insulele externe (Outer Islands) aparțin statului Seychelles, dar nu fac parte din platoul granitic pe care sunt amplasate celelalte insule ale arhipelagului, acestea fiind de origine coraligenă și se găsesc la distanțe cuprinse între 230 - 1150 km de Mahé. Insulele externe cuprind un număr de 72 atoli și recifi, care grupați în 5 arhipelaguri principale (lista cuprinde și o parte din insulele importante ale arhipelagurilor):

## Grupul Aldabra
- At. Aldabra
- Assumption
- Astove
- At. Cosmoledo

## Grupul Amirantes
- botezate așa în 1502 de către Vasco da Gama, după titlul de amiral care îl purta (în portugheză Almirante)
- Bancurile Africane
- Darros
- At. Poivre
- Remire
- At. St. Joseph

## Grupul Coraligen Sudic
- Coëtivy
- Platte

## Grupul Alphonse
- Alphonse
- Bijoutier
- St François

## Grupul Farquhar
- Farquhar
- At. Providence